# Franz Josef Gebert
Franz Josef Gebert (ur. 21 lutego 1949 w Schweich) – niemiecki duchowny katolicki, biskup pomocniczy Trewiru w latach 2017-2024.

## Życiorys
Święcenia kapłańskie przyjął 10 października 1977 i został inkardynowany do diecezji trewirskiej. Był m.in. sekretarzem biskupim, wicerektorem seminarium, dyrektorem kurialnego wydziału duszpasterskiego, kierownikiem diecezjalnej Caritas oraz prowikariuszem generalnym diecezji.
31 maja 2017 papież Franciszek mianował go biskupem pomocniczym diecezji trewirskiej ze stolicą tytularną Vegesela in Byzacena. Sakry udzielił mu 3 września 2017 biskup Stephan Ackermann.
24 lutego 2024 ten sam papież przyjął jego rezygnację z urzędu biskupa diecezji trewirskiej złożoną ze względu na wiek. 